# Marilia Chaves Peixoto
Marília Chaves Peixoto, född Magalhães Chaves 24 februari 1921 i Santana do Livramento i Brasilien, död 5 januari 1961 i Rio de Janeiro, var en 
brasiliansk ingenjör och matematiker.

## Biografi
Marília de Magalhães Chaves föddes i Santana do Livramento nära gränsen till Argentina. 1939 började hon studera matematik vid tekniska högskolan vid Federal University of Rio de Janeiro. Efter examen 1943 blev hon lärare och undervisade i differential- och integralekvationer. Hon gifte sig med sin studentkamrat Mauricio Peixoto och tillsammans   arbetade de med avhandlingen Om olikheter y” ≥ G=x,y,y',y") som publicerades 1949.
Två år senare valdes Peixoto in i den brasilianska vetenskapsakademien och blev i den första kvinnan i denna akademi. Peixoto fick barnen Marta och Ricardo och dog 5 januari 1961.